# Odilo Weeger
Odilo Weeger, CMM (* 14. Oktober 1912 als Otto Weeger in Arberg, Deutschland; † 8. Juni 2006 in Bulawayo, Simbabwe) war ein deutscher römisch-katholischer Missionar der Mariannhiller Missionare in Matabeleland, Südafrika. Er kam im Juli 1938 nach Afrika und arbeitete in Mariannhill in Natal, Südafrika. Später wurde er nach Südrhodesien versetzt, wo er in St. Patrick’s in Bulawayo arbeitete. Ab 1939 war er in Lukosi in der Nähe von Hwange tätig.

## Missionar in Matabeleland
In der Provinz Matabeleland North reiste er, mithilfe eines Gebetsbuches und einem Fahrrad, von St. Mary’s Lukosi nach Hwange, Victoria Falls, Matetsi und Gwayi River. Er baute dort an Orten wie Gwayi, Binga, Dete und Lupane Schulen. Später baute er in Fatima ein Missionskrankenhaus und eine Schule.
Mit der Unterstützung von befreundeten Ärzten aus Deutschland eröffnete er das St. Luke’s Hospital in Lupane. 1958 kehrte er nach Bulawayo zurück, um dort als Pfarrer an der St. Mary’s Cathedral zu arbeiten. Zwischen 1970 und 1982 war er Provinzial. Er war auch lange Jahre Pfarrer  der Hillside Pfarrei Christkönig.
Odilo Weeger wurde am 5. Mai 1989 für seine Arbeit in Matabeleland das Bundesverdienstkreuz Erster Klasse überreicht.

## Archiv
Das Archiv von Pater Odilo Weeger ist in Bulawayo.